# Оганян, Мисак Саакович
Мисак Саакович Оганян (1 апреля 1924, село Каваклук — 29 июня 1986, Гагрский район) — советский табаковод, бригадир колхоза имени Берия Гагрского района Абхазской АССР, Грузинская ССР. Герой Социалистического Труда (1949).
Младший брат Героя Социалистического Труда Енофа Сааковича Оганяна.

## Биография
Родился 1 апреля 1924 года в крестьянской семье в селе Каваклук (сегодня — Амжикухуа).
Участвовал в Великой Отечественной войне. После демобилизации возвратился в Абхазию, где трудился звеньевым полеводческого звена в колхозе имени Берия Гагрского района.
В 1948 году бригада Мисака Оганяна собрала в среднем по 18 центнеров листьев табака сорта «Самсун № 27» с каждого гектара на участке площадью 3 гектара. Указом Президиума Верховного Совета СССР от 3 мая 1949 года «за получение высоких урожаев кукурузы и табака в 1948 году» удостоен звания Героя Социалистического Труда с вручением ордена Ленина и золотой медали «Серп и Молот».
Этим же указом были награждены званием Героя Социалистического Труда председатель колхоза имени Берия Авксентий Константинович Гурцкая, его старший брат Еноф Оганян и Зинайда Хусейновна Акушба.
После выхода на пенсию проживал в родном селе.
Скончался 29 июня 1986 года, похоронен в городе Гагра на кладбище «8-й километр».
Награды
- Герой Социалистического Труда
- Орден Ленина
- Орден Отечественной войны 2 степени (11.03.1985)